# Igreja de Nossa Senhora de Belém (Dongri)
A Igreja de Nossa Senhora de Belém (em inglês: Our Lady of Bethlehem Church), também conhecida popularmente na atualidade por Igreja de Nossa Senhora de Fátima (em inglês: Our Lady of Fatima Church), é um templo católico situado em Dongri, uma área de Salsete, a norte do centro de Bombaim, Índia, junto à margem esquerda da extremidade da foz ribeira de Baçaim (Vasai Creek).

## Descrição e localização
Ergue-se num terreiro no cimo de um outeiro com vistas sobre a foz da ribeira e para a antiga cidade de Baçaim (atualmente Vasai), a qual se se encontra a noroeste, do outro lado da ribeira, escondida por uma mata de coqueiro. Administrativamente, a  área faz parte do de Mira-Bhayandar, um município suburbano de Bombaim. Ao contrário de outras áreas de Salcete, a zona envolvente da igreja ainda não sofreu urbanizações recentes, e a aldeia de Dongri, situada imediatamente a  sul, continua a ser composta por casas católicas de tipo tradicional, uma delas datada de 1933. A fachada frontal está virada a norte, para o terreiro e para rio. A frente lateral sul, virada para a aldeia e onde se abre uma porta para a nave, funciona como uma segunda fachada.
Da edificação original subsistem provavelmente o perímetro murário e o terreiro. É igualmente provável que o estilo arquitetónico tenha sido respeitado durante a reconstrução. A igreja atual tem uma nave única, coberta com telhado, e uma capela-nor com abóbada ou teto liso de canhão rebocado. A existência de contrafortes exteriores leva a supor que a original também era abobadada. A fachada tem três tramos, três portas em arco, uma maior, a central, e duas sineiras, correspondendo estas últimas a dois tramos muito estreitos. A forma interior de algumas janelas ogivais com recorte em forma de asa de cesto, uma característica que se encontra um pouco por todo lado em Goa e Kerala em edifícios portugueses dos séculos XVI e XVII, leva os estudiosos a supor que o perímetro murário atualmente existente seja do início do século XVII.
A igreja original foi construída no início do século XVII por jesuítas portugueses, quando também foi fundada uma pequena povoação. A data oficial da construção — 1613 — que se lê numa inscrição colocada na fachada durante a reconstrução, corresponde ao ano em que foi nomeado o primeiro pároco, Francisco de Azevedo. A igreja foi destruída durante os combates pela conquista de Baçaim pelos maratas (1737–1739), que redundaram na perda da região pelos portugueses.
Em 1902 foram realizadas obras na escada que no lado sul, por detrás da torre sineira do mesmo lado, dá acesso ao coro alto por cima da entrada. Esta continua a ser composta por casas católicas de tipo tradicional, uma delas datada de 1933. A fachada frontal está virada a norte, para o terreiro e para rio.
Segundo uma inscrição moderna em inglês existente dentro da igreja, a igreja foi renovada em 1926 por iniciativa do vigário Pascoal Collaço e do bispo de Damão, Sebastião José Pereira. Devem-se a estas obras a forma gótica exterior da maior parte dos vãos, o pavimento cerâmico, o teto da madeira, os altares laterais góticos e o altar-mor. A forma deste aparenta ser uma variação dos altares barrocos que se encontram na Igreja dos Reis Magos de Gorai e noutra igreja em Manickpur, do outro lado da ribeira. A primeira situa-se a sul a pouca distância da Igreja de Nossa Senhora de Belém, a sul desta, e embora os altares estejam atualmente num edifício construído nos primeiros anos do século XIX, originalmente estavam na igreja antiga com o mesmo nome, do fim do século XVI ou início do século XVII. É provável que durante as mesmas obras tenha sido realizado o redesenho da empena e a fachada principal tenha sido redecorada. À exceção do perfil dos vãos, que é o original, a cornija ondulante, as torres sineiras, os pináculos art nouveau, os ornamentos e as pilastras são do século XX, apesar destas últimas substituírem outras mais antigas cujos traços ainda são visíveis na fachada.
Em 1950, a igreja acolheu a imagem de Nossa Senhora de Fátima que deu a volta ao mundo, apesar do seu mau estado de conservação. Este evento esteve na origem de uma revitalização do culto e à ao restauro da igreja. Desde então que em outubro se celebra anualmente no local a festa de Nossa Senhora de Fátima. Em janeiro de 2013, a comemoração dos 400 anos da igreja teve a presença de vários altos dignitários religiosos e políticos e de milhares de devotos.